# Graus de Canavelles
Les Graus de Canavelles són un congost de la Tet situat entre els termes comunals de Canavelles i de Nyer, tots dos de la comarca del Conflent, a la Catalunya del Nord.
Es troben al sud del terme de Canavelles i al nord-oest del de Nyer; el congost corre de forma sinuosa d'oest a est. És un indret on la Tet passa de forma molt sinuosa entre penyals, que deixen un espai estret per al pas de les vies de comunicació. Així, la carretera supera les Graus de Canavelles pel nord, a l'esquerra de la Tet i, per tant, pel terme de Canavellles, mentre que el ferrocarril ho fa pel sud, a la dreta de la Tet i pel terme de Nyer.
L'estret pas de les Graus de Canavelles era, en època medieval, estretament vigilat: servien a aquest efecte els castells de Serola a l'oest, al costat del qual hi havia l'església de Sant Pere de Serola, i de Nyòvols, a l'est. Aquest darrer era complementat, a l'altra banda de la Tet, per la Torre de Nyòvols.